# Tor Endresen
Tor Endresen (Bergen, 1959. június 15. –) norvég énekes, gitáros, dalszerző.
Hét sikertelen próbálkozás után 1997-ben megnyerte a Melodi Grand Prix-t, így ő képviselte Norvégiát az Eurovíziós Dalfesztiválon San Francisco című dalával, ott azonban pontot sem szerezve az utolsó helyen végzett, Portugáliával holtversenyben .